# Mischocyttarus phthisicus
Mischocyttarus phthisicus är en getingart som först beskrevs av Fabricius 1793.  Mischocyttarus phthisicus ingår i släktet Mischocyttarus och familjen getingar. Inga underarter finns listade i Catalogue of Life.